# Annie Prugneau
Annie Jeanne Antoinette Prugneau (Montbouton, 21 dicembre 1935 – Clermont-Ferrand, 5 gennaio 2024) è stata una cestista francese.

## Carriera
Con la Francia disputò due edizioni dei Campionati del mondo (1964, 1971) e quattro dei Campionati europei (1956, 1962, 1964, 1966).